# Guardia Piemontese
Guardia Piemontese (em occitano, La Gàrdia) é uma comuna italiana da região da Calábria, província de Cosenza, com cerca de 1.867 habitantes, de língua occitana. Estende-se por uma área de 21 km², tendo uma densidade populacional de 89 hab/km². Faz fronteira com Acquappesa, Cetraro, Fuscaldo, Mongrassano.

## Demografia
| Variação demográfica do município entre 1861 e 2011                               |
|                                                                                   |
| Fonte: Istituto Nazionale di Statistica (ISTAT) - Elaboração gráfica da Wikipedia |

## História
Esta comuna tem a particularidade de ser uma ilha linguística occitana do Sul-Itália.
Foi fundada no século XII por refugiados valdenses de Bobbio Pellice no Piemonte.. A comuna era conhecida também como Guardia Lombarda